# Karl Pfusterschmid-Hardtenstein
Karl svobodný pán Pfusterschmid-Hardtenstein (německy Carl Georg Leopold Wilhelm Freiherr Pfusterschmid von Hardtenstein; 16. března 1826 Vídeň – 29. dubna 1904 Salcburk) byl rakousko-uherský diplomat. Vynikl jako odborník na rakousko-německé vztahy, v závěru své kariéry byl dlouholetým rakousko-uherským vyslancem ve Švédsku (1879–1894). V roce 1878 získal šlechtický titul svobodného pána.

## Životopis
Byl synem státního úředníka Mathiase Pfusterschmidta (1795–1864).Studoval práva ve Vídni a kariéru začal jako úředník u dvorské komory, v roce 1850 přestoupil do diplomatických služeb. Vystřídal řadu nižších postů převážně v německých zemích a časem se vypracoval v uznávaného odborníka na problematiku rakousko-německých vztahů. Působil v Berlíně, Bernu, Frankfurtu nebo Drážďanech. V letech 1870–1872 byl vyslancem v Bádensku a po sjednocení Německa byl společným vyslancem pro Württembersko, Bádensko a Hesensko (1872–1879). Významné postavení měl jako rakousko-uherský vyslanec ve Stockholmu (1879–1894), kde navázal osobní přátelství se švédským králem Oskarem II.

## Tituly a ocenění
Od otcovy nobilitace v roce 1854 užíval šlechtický titul rytíře s predikátem von Hardtenstein. V roce 1878 byl povýšen do stavu svobodných pánů. Jako vyslanec ve Švédsku obdržel v roce 1881 titul c. k. tajného rady s nárokem na oslovení Excelence. Během působení v diplomatických službách získal několik vysokých vyznamenání v Rakousku-Uhersku i od zahraničních panovníků.
- Řád železné koruny I. třídy (1890, Rakousko-Uhersko)[7]
- Řád železné koruny III. třídy (1867, Rakousko-Uhersko)[8]
- velkokříž Řádu polární hvězdy (Švédsko)
- velkokříž Řádu pruské koruny (Německo)
- velkokříž Řádu Fridrichova (Württembersko)
- rytíř Řádu Albrechtova (Sasko)
- rytíř Řádu zähringenského lva (Bádensko)
- rytíř Řádu Filipa Velkomyslného (Hesensko)

## Rodina
V roce 1861 se v Hamburku oženil s baronkou Marií von Merck (1840–1921), dcerou vlivného německého podnikatele a politika Ernsta von Merck (1811–1863). Manželé obývali zámek Flederbachhof u Salcburku. Z manželství se narodily tři děti, nejmladším potomkem byl syn Nikolaus (1875–1958), který vystudoval práva a působil ve státních službách. V další generaci ve 20. století vynikl diplomat Heinrich Pfusterschmid-Hardtenstein (1927–2024), který byl rakouským velvyslancem ve Finsku a Holandsku.